# Daniel Dunglas Home

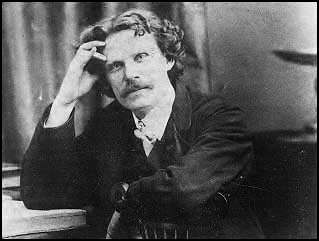
Daniel Dunglas Home

Daniel Dunglas Home (* 20. März 1833 in Currie nahe Edinburgh, Schottland; † 21. Juni 1886) war ein schottischer Zauberkünstler und ein spiritistisches Medium, das unter Anhängern als eines der bedeutendsten Psychokinese-Medien des Viktorianischen Zeitalters gilt.
Seine Bekanntheit erlangte er durch das Vorführen scheinbar paranormaler Kunststücke wie z. B. Levitation von Personen und Gegenständen, Feuerunempfindlichkeit und Sinnestäuschungen. Er erstaunte über 35 Jahre lang Freunde, Bekannte und Interessenten, zu denen auch der Adel und Staatsoberhäupter zählten.

## Frühes Leben
Daniel Dunglas Home wurde 1833 in Currie, nahe Edinburgh, seiner eigenen Aussage nach, als ein illegitimer Sohn des Alexander Home, 10. Earl of Home (1769–1841) geboren. Von seiner Mutter will er das „zweite Gesicht“ geerbt haben.
Home wuchs bei seiner Tante, Mary Cook, als leicht neurotisches und kränkliches Kind auf. Er lernte erst mit sechs Jahren gehen, litt unter wiederkehrenden Lähmungen, Nervosität und Gedächtnisschwund. Mit neun Jahren wanderte er mit der Familie seiner Tante nach Amerika aus. Mit 13 Jahren soll er von einem Geist geträumt haben, was er als schlechtes Omen bezüglich des Schicksals eines Freundes interpretierte, der kurz darauf verstarb. Vier Jahre später vermeinte er den Geist seiner toten Mutter wahrzunehmen, und, als er nichtlokalisierbare Klopfzeichen wahrnahm, interpretierte er diese als jenseitige Kontaktversuche Verstorbener (siehe Poltergeist). Die abergläubische Familie der Tante glaubte, er sei mit dem Teufel im Bunde, und setzte ihn vor die Tür.
Home wandte sich dem Spiritismus zu, der in diesen Jahren in Amerika sehr populär war, und veranstaltete regelmäßig unentgeltliche Séancen. Er lebte von den Spenden seiner Gönner. Home gelang es, das Publikum durch unerklärliche Levitation von Gegenständen und Personen, Klopfgeräusche ohne ersichtliche Ursache und durch Berühren mittels unsichtbarer Hände in Erstaunen zu versetzen. So erlangte er schnell Ruhm und Ansehen und beschloss, nach Großbritannien zurückzukehren.

## Karriere in Europa

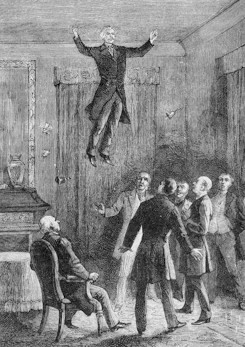
Home schwebt am 8. August 1852 vor Zeugen, Zeichnung veröffentlicht 1887 in Les Mystères de la science (The Mysteries of Science) von Louis Figuier

Home kehrte 1855 als talentierter Zauberkünstler und Medium nach Großbritannien zurück. Er wird als kultivierter, großer, schlanker Mann mit blauen Augen und kastanienbraunem Haar beschrieben. In seinen Shows führte er bei Tageslicht seine vermeintlich paranormalen Aktivitäten vor und demonstrierte seine telekinetischen Fähigkeiten.
Frühe Gäste seiner Séancen waren unter anderem der Wissenschaftler David Brewster, die Autoren Edward Bulwer-Lytton und Anthony Trollope, der Sozialist Robert Owen. Später hielt er auch Séancen am Hofe Napoleons III. ab.
Königin Sophie der Niederlande schreibt über die Erfahrung mit Home: „Ich sah ihn viermal … Ich fühlte eine Hand, die meine Finger umdrehte/herunterdrückte; ich sah eine schwere goldene Glocke, die alleine von einer Person zur anderen wanderte; ich sah mein Taschentuch, wie es sich alleine bewegte und mit einem Knoten zu mir zurückkehrte … Er selbst ist zwar ein blasser, etwas kränklich wirkender, eher hübscher junger Mann, aber ohne ein Aussehen, das einen auf den ersten Blick faszinieren oder abschrecken würde. Es ist wunderbar. Ich bin so froh, dass ich es gesehen habe.“
In Paris wurde Helena Petrovna Blavatsky Homes Assistentin.
Fürstin Metternich versuchte vergeblich, seine Levitationsexperimente und Klopfgeistphänomene als Trick zu entlarven, wozu Home auch andere Forscher ermunterte. Home ließ sich seine Betriebs- und Geschäftsgeheimnisse nicht entlocken, was den Poeten Robert Browning nicht davon abhielt, ihn nach einer Séance im Jahre 1864, in einem Gedicht über ein betrügerisches eitles Medium, mit dem Titel „Mr. Sludge the Medium“ indirekt zu verspotten, was Gerüchte anheizte, Browning habe Home als Betrüger entlarvt.
1866 adoptierte die reiche Witwe Mrs. Lyon Home als ihren Sohn und investierte 60.000 £ in einen offensichtlichen Versuch, Ansehen in der höheren Gesellschaft zu erlangen. Als sie erkannte, dass dieser Schritt nicht dazu beitrug, ihre soziale Stellung aufzuwerten, bereute sie ihre Entscheidung und erwirkte über eine Klage vor Gericht die Rückzahlung durch Home. Trotz der Presse, die sich nun mit Freude über ihn lustig machte, und der vorgefallenen Ereignisse verlor er keinen einzigen wichtigen Freund.
Einen seiner besten und engsten Freunde lernte Home im Jahre 1867 kennen, den späteren 4. Earl of Dunraven, den jungen Windham Wyndham-Quin, Viscount Adare. Dieser war fasziniert von Home und dokumentierte die Séancen, bei denen er anwesend war.
Im Dezember 1868 wurde Home von Lord Adare, Charles Wynn und dem Master of Lindsay dabei beobachtet, wie er im 3. Stock von Buckingham Gate Nr. 5 aus einem Fenster flog und durch ein sieben Fuß entferntes Fenster wieder in das Zimmer gelangte.
1871 besuchte er Sankt Petersburg, wo er vor dem Zaren Alexander II. Séancen abhielt.

## Homes Ehen, Kinder und sein Tod
1858 heiratete er in Sankt Petersburg die 17-jährige Tochter einer adligen russischen Familie, Alexandria, Gräfin von Kroll. Sie gebar einen Sohn, Gregoire, und eine Tochter, die aber noch im Säuglingsalter starb. 1862 starb seine Frau an Tuberkulose. Erfolglos versuchte er nach ihrem Tod, an das Vermögen zu gelangen.
1871 heiratete er Julie de Gloumeline, eine ebenfalls wohlhabende russische Dame, die er in Sankt Petersburg kennengelernt hatte. Er konvertierte zum orthodoxen Glauben und verbrachte mit ihr seinen Lebensabend. Seine zweite Frau war eine Verwandte des führenden russischen Spiritisten Graf Alexander Nikolajewitsch Aksakow (1832–1903).
Im Alter von 38 Jahren zog er sich, an TBC erkrankt, aus der Öffentlichkeit und dem Berufsleben zurück. Am 21. Juni 1886 starb Home an den Folgen einer fortgeschrittenen Tuberkulose. Er wurde neben seiner Tochter auf dem Friedhof St. Germain-en-Laye begraben.

## Betrugsvorwürfe
1891 veröffentlichte ein ehemaliger Mitarbeiter Homes, der als angebliches „Medium“ in seinen Shows auftrat, reumütig seine Revelations (Enthüllungen). Unter den preisgegebenen Geheimnissen befand sich unter anderem eine Beschreibung der Methode, mit der es Home schaffte, glühende Kohlen in der Hand zu tragen und sein Gesicht in Feuer zu baden.
Home wurde, wie viele andere Medien seiner Zeit, bei der Durchführung von Direktstimmen-Séancen, bei denen das in Trance versetzte Medium mit der Stimme eines Verstorbenen sprach, der Hochstapelei überführt. Ein Gericht sprach Home schuldig, „Geisterstimmen“ selbst erzeugt und Frau Lyon um 24.000 Britische Pfund betrogen zu haben.
Arthur Conan Doyle berichtet, Home habe bei seinen „Geistershows“ die Zuschauer Geisterstimmen hören lassen, in Trance Geister durch sich selbst sprechen lassen, habe hellsehen können und physische Körper levitieren lassen. Home bezichtigte Materialisation-Medien (wie z. B. die Eddy Brothers), die von sich behaupteten, solide Geistformen materialisieren zu können, des Betrugs.
1877 beschrieb Home in zwei Kapiteln seines Buches Lights and Shadows of Spiritualism detailliert einige Tricks, die betrügerische Medien anwandten.
Frank Podmore und später Milbourne Christopher führten viele Möglichkeiten auf, wie Home die Effekte, die in Berichten über ihn genannt wurden, durch Täuschungen hätte erzielen können.
Entgegen den Behauptungen, Home führe alle Seancen bei vollem Licht durch, sagen andere Zeugen, er hätte bei abgedunkeltem Licht gearbeitet: „Der Raum war sehr dunkel… Homes Hände waren gerade mal als schwacher weißer Haufen sichtbar.“
Die Lichtverhältnisse während Homes berühmtester Levitation, jene, bei der er aus dem Fenster hinaus- und wieder zurück hereinschwebte, wurden oft debattiert. Einige Zeugen beschrieben, dass es auch bei diesen Vorführungen dunkel war. Lord Adare berichtete, dass Home in horizontaler Lage „raus und wieder rein schwang“. „Er (Home) kam wieder herein (durch das Fenster), mit den Füßen voran, und wir kehrten wieder zurück in den anderen Raum. Es war so dunkel, sodass ich nicht erkennen konnte, wie er unterstützt wurde (außerhalb des Gebäudes)“. Des Weiteren schreibt Podmore, dass Home mit einem Kompagnon zusammenarbeitete, der ihm bei den Seancen immer gegenübersaß.
Zwischen 1870 und 1873 wurde Home vor allem von dem Physiker William Crookes beobachtet, der die Untersuchungen meist bei Licht im eigenen Laboratorium durchführte.
Crookes meint sich für mindestens 50 Levitationen verbürgen zu können. Alle Tests wurden in gutem Licht durchgeführt, und bei jeder Levitation schwebte Home mindestens fünf bis sieben Fuß (ca. 150 – 210 cm) über dem Boden. Podmore berichtet: „Wir alle sahen ihn vom Boden auf eine Höhe von sechs Inches (in etwa 15 cm) aufsteigen, dort verweilte er 10 Sekunden und sank wieder langsam ab.“
Zudem überprüfte Crookes das immer wieder plötzlich und ohne ersichtlichen Grund auftretende Spielen z. B. eines Akkordeons, das mehrfach die Melodie „Home, Sweet Home“ erklingen ließ. Er dokumentierte Gewichtsveränderungen bei Gegenständen und Personen und berichtete, dass ihm einmal eine Hand aus der Tischplatte herauskommend Blumen überreicht habe, ohne dass er dabei eine tricktechnische Apparatur bemerkt habe.
William Crookes führte an insgesamt drei Probanden Experimente durch, um deren Glaubwürdigkeit zu überprüfen: Florence Cook, Kate Fox und Daniel Dunglas Home. In seinem Abschlussbericht bestätigte er die Authentizität aller drei Medien. Dieses Ergebnis wurde von den wissenschaftlichen Einrichtungen als wertlos betrachtet. Die Qualität der Untersuchungen wird insbesondere dadurch in Frage gestellt, dass Cook und Fox sich später als Hochstaplerinnen herausstellten, was auch Home und Crookes einräumten.
Verschiedene Zeugen haben Home bei verschiedenen Gelegenheiten beim Anwenden von Tricks erwischt, was von Büchern über Parapsychologie und Spiritismus of verschwiegen wird. Gordon Stein stellte fest: „Die Behauptung, dass Home nie beim Betrug erwischt wurde, ist einfach nicht wahr... Es ist einfach so, dass Home nie öffentlich enttarnt wurde. Privat hat man ihn mehrere Male beim Betrügen erwischt. Außerdem gibt es sowohl mögliche als auch wahrscheinliche natürliche Erklärungen für jedes seiner Phänomene.“